# Jambon de Bayonne
 (août 2020).
Pour les articles homonymes, voir Bayonne.
Le jambon de Bayonne est une spécialité des pays du bassin de l'Adour. C'est un jambon à chair de couleur rouge foncé uniforme avec une épaisseur de gras variable. Coupé en minces tranches, il est fondant en bouche, de saveur délicate et peu salée. Le siège du consortium jambon de Bayonne se trouve à Arzacq-Arraziguet, en Béarn.

## Histoire
Le jambon cru salé et séché est une préparation traditionnelle dans beaucoup de régions. Dans le sud-ouest de la France, il était préparé, au milieu de l'hiver, dans toutes les fermes. Au XIIe siècle, ce jambon est évoqué sur le portail de la cathédrale Sainte-Marie d'Oloron, sculpté vers 1120, où bien des aspects de la cuisine béarnaise à cette époque sont représentés. Plusieurs sculptures représentent un sanglier ou un cochon que l'on abat et découpe.
Le commerce du jambon de Bayonne fut promu en 1462 avec la création de la foire dans cette ville, par le roi de France Louis XI. En effet, après y avoir conclu le traité de Bayonne le 9 mai, le souverain avait fait expédier, à Montferrand-sur-Gironde (le 19 ou après selon son itinéraire), sa lettre patente, qui autorisait quinze jours de foire, deux fois par an. Le début était fixé au premier jour du Carême et au 1er août. L'objectif du roi était d'attirer les commerçants, surtout ceux des royaumes ibériques. Ces derniers étaient attendus par le roi, avec leurs monnaies qui contribueraient à restaurer l'économie du royaume, dévastée par la guerre de Cent Ans.    
En 1534, François Rabelais cite le « jambon de Bayonne » dans Gargantua où il présente Grandgousier, le père de Gargantua, comme ayant « ordinairement bonne munition de jambons de Mayence et de Baionne ».
En 1564, il est cité comme « jambon de basque », dans les approvisionnements de la maison des Albret. Au XVIIe siècle, les   « jambons de Lahontan », petit village près d'Orthez, jouissent d'une très grande réputation : après les jambons de Mayence, viennent « les Bayonnais parmi lesquels les véritables Lahontan se distinguent pour la bonté et la délicatesse ». Cette appellation recouvrait différentes provenances (Orthez, Saint-Faust, Oloron-Sainte-Marie), et de manière générale une grande partie du Béarn et même de la Gascogne ainsi que différents tours de main dans la préparation. La question de savoir si, après séchage, il était fumé, n'est pas résolue, les sources documentaires étant contradictoires.
Dès le XVIIe siècle, quand il devint un objet de spéculation de première importance, une certaine normalisation apparut ; ce produit du sud de la Gascogne (Béarn, Pays basque, Chalosse) devint le jambon de Bayonne. Acheté dans les fermes, il fut alors expédié par des grossistes vers les grandes villes.
En 1672, Louis de Froidour note que les jambons de Soule étaient appelés jambons de Bayonne parce qu'ils étaient exportés par le port de Bayonne.
En décembre 1996, les salaisonniers ont obtenu un label européen (indication géographique protégée) qui fixe la zone de production des porcs et les critères de préparation permettant à leurs jambons de recevoir l'appellation « jambon de Bayonne ».

## Savoir-faire traditionnel

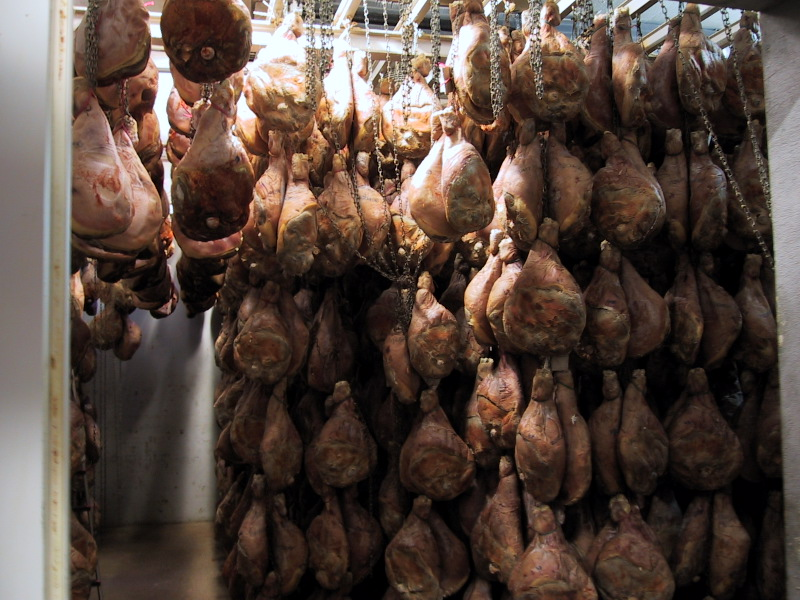
Séchage du jambon de Bayonne

Les deux jambons prélevés sur le porc que l'on vient d'abattre, entre le début et le milieu de l'hiver, sont longuement massés à la main afin d'éliminer toute trace de sang résiduel et d'attendrir la viande. Le produit est ensuite frotté de sel de Salies-de-Béarn. Les deux jambons sont ensuite placés, pendant une dizaine de jours, dans un saloir, enfouis dans le sel. Sortis du sel et nettoyés, poivrés, ils sont ensuite conservés, suspendus, à l'air frais pendant deux mois (d'où l'importance des hivers frais dans cette préparation).
Vers le Pays basque, on ajoute parfois du piment d'Espelette. Les jambons sont souvent protégés dans des « sacs à jambons » en gaze.
Le séchage se poursuit ensuite pendant quelques mois dans la cuisine ou la souillarde de la ferme. On commence traditionnellement à le consommer après l'été.

## Élaboration industrielle du jambon de Bayonne
Depuis le 7 octobre 1998, l'Union européenne protège la dénomination « jambon de Bayonne » par une indication géographique protégée (IGP). Ce label définit le jambon de Bayonne comme une « cuisse de porc parée, salée au sel sec des salines du bassin de l’Adour et séchée dans la zone des Pays de l'Adour, située dans le Sud-Ouest de la France pendant plus de 7 mois ».
L'IGP délimite d'abord la zone de production des porcs à utiliser : il s'agit de « porcs du Sud-Ouest », sans précision sur le mode d'élevage - qui doivent avoir été engraissés avec un aliment contenant au moins 60 % de céréales, ou de céréales et de pois. Vingt-deux départements sont concernés en Nouvelle-Aquitaine et Occitanie et dans les régions limitrophes. La zone de transformation des jambons (salage, séchage, affinage, désossage) est la zone géographique française du sud-ouest du fleuve Adour y compris les cantons périphériques à ce dernier. Elle comprend le département des Pyrénées-Atlantiques et une partie des départements des Hautes-Pyrénées, des Landes et du Gers.
Les techniques employées par les salaisonniers sont directement dérivées des savoirs traditionnels. Les jambons frais sont frottés et massés avec du sel sec des salines du Bassin de l’Adour. Le gros sel utilisé pour le salage des jambons de Bayonne provient exclusivement des salines de Salies-de-Béarn, sel de source naturel ayant obtenu l’IGP en 2016. Les jambons sont ensuite placés dans des chambres froides à 3−4 °C, à une hygrométrie de 80 %, pendant huit à douze jours selon le poids (qui ne varie guère autour d'une taille standard de 8,5 kg, avant séchage). Sur chaque jambon, est apposée la date de mise au sel qui permettra ainsi d’attester de sa durée de fabrication totale.

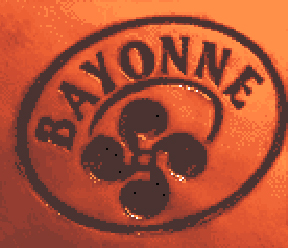
Sceau apposé sur chaque « jambon de Bayonne ».

Sont autorisés dans le mélange salant :
- épices, condiments et aromates naturels,
- les sucres saccharose et dextrose (maximum de 2% du sel),
- la salpêtre (nitrate de sodium ou de potassium) dans la limite de 0,2% (soit     2g/kg de jambon frais).

Les producteurs se sont organisés dans un « Consortium du Jambon de Bayonne » qui regroupe tous les maillons de la filière : fabricants d'aliments du bétail, éleveurs, groupements de producteurs de porcs, abatteurs-découpeurs et salaisonniers. Ces jambons de Bayonne qui sont les seuls à pouvoir porter cette appellation sont identifiés par le sceau du consortium.
Le jambon de Bayonne est parfois commercialisé « entier avec os » mais le plus souvent en jambon entier désossé conditionné sous vide ou en tranches prédécoupées. Seul le jambon portant le sceau du consortium peut être commercialisé sous l'appellation « jambon de Bayonne ».
Le 13 janvier 2012, le consortium du jambon de Bayonne déposait, auprès de l'Institut national de l'origine et de la qualité (INAO), une candidature afin que le jambon de Bayonne soit reconnu appellation d'origine protégée (AOP). Il n'y aura pas de suite, le jambon de Bayonne reste IGP.

## Pannage
Le pannage du jambon de Bayonne consiste à recouvrir sa partie charnue avec de la panne (mélange de graisse de porc et de farine de riz; à ne pas confondre avec la panure). Après les différentes étapes de l'élaboration du jambon de Bayonne, les jambons à affinage long (entre 9 et 18 mois) sont pannés. Les jambons sont pannés aux alentours de 22 % de perte de poids (par rapport au poids frais). Le pannage peut se faire à la main, au pinceau avec de la panne liquide ou au pistolet.

## Critiques
En 2019, l'association Welfarm diffuse une vidéo tournée dans un élevage, situé près de Bordeaux et qui produit du Jambon de Bayonne IGP, dans laquelle les porcs sont castrés (testicules coupés au scalpel) sans anesthésie et montrent des signes de souffrance. Le consortium Jambon de Bayonne répond en indiquant que les porcs reçoivent un analgésique avant la castration.